# Prix François-Mauriac
Il Prix François-Mauriac è un premio letterario assegnato ogni anno dall'Académie française. Il premio compensa il romanzo di un giovane scrittore. È conferito dall'Istituzione alla fine dell'anno, nel corso della seduta pubblica annuale. Non va confuso con il prix François-Mauriac de la région Aquitaine, legato al centro François-Mauriac del Proprietà Malagar, a Saint-Maixant, nella Gironda.

## Lista dei premiati del Prix François-Mauriac dell'Académie française
- 1995: Calixthe Beyala, Asséze l'Africaine (Albin Michel)
- 1996: 
  - Marie Ferranti, Les Femmes de San Stefano (Gallimard), medaglia d'argento
  - Yann Moix, Jubilations vers le ciel (Grasset), medaglia di bronzo
- 1997: 
  - Catherine Vigourt, La Vie de préférence (Flammarion), medaglia d'argento
  - Marie-Odile Beauvais, Les Forêts les plus sombres (Grasset), medaglia di bronzo
- 1998: Olivier Frébourg, Port d'attache (Albin Michel), medaglia d'argento
- 1999: 
  - Frédéric Lenormand, Les Princesses vagabondes (Jean-Claude Lattès), medaglia d'argento
  - Gilles Orselly, Balthazar au pays des collines (Gallimard), medaglia di bronzo
- 2000: 
  - Sébastien Lapaque, Les Idées heureuses (Actes Sud), medaglia d'argento
  - Mathieu Terence, Journal d'un cœur sec (Phébus), medaglia d'argento
- 2001: 
  - Louis Védrines, Le Mezzetin (de Fallois), medaglia d'argento
  - Olivier Bleys, Pastel (Gallimard), medaglia di bronzo
- 2002: David Foenkinos, Inversion de l'idiotie: de l'influence de deux Polonais (Gallimard), medaglia d'argento
- 2003: 
  - Anne-Marie Langlois, Se souvenir de Sebaïn (Belfond), medaglia d'argento
  - Silvia Baron Supervielle, Le pays de l'écriture (Éditions du Seuil), medaglia di bronzo
- 2004: Éric Fottorino, Caresse de rouge (Gallimard), medaglia d'argento
- 2005: Santiago Amigorena, Le Premier Amour (P.O.L), medaglia d'argento
- 2006: Jérôme Fronty, Cavale-toi, Barrès (Serpenoise)
- 2007: 
  - Philippe Vilain, Paris l'après-midi (Grasset), medaglia d'argento
  - Alexis Salatko, Un fauteuil au bord du vide (Fayard), medaglia di bronzo
- 2008: Charif Majdalani, Carnavansérail (Éditions du Seuil), medaglia d'argento
- 2009: 
  - Jean-Baptiste Del Amo, Une éducation libertine (Gallimard), medaglia d'argento
  - Marcus Malte, Toute la nuit devant nous (Zulma), medaglia di bronzo
- 2010: 
  - Guillaume de Sardes, Le Nil est froid (Hermann), medaglia d'argento
  - Hélène Bonafous-Murat, L'Ombre au tableau (Le Passage), medaglia di bronzo
- 2011: Thomas B. Reverdy, L'Envers du monde (Éditions du Seuil), medaglia d'argento
- 2013: 
  - Cédric Villani, Théorème vivant (Grasset), (Il teorema vivente, Rizzoli), medaglia d'argento
  - Joy Sorman, Comme une bête (Gallimard), medaglia di bronzo
- 2014: 
  - Camille de Villeneuve, Ce sera ma vie parfaite (Philippe Rey), medaglia d'argento
  - Anaïs Jeanneret, La Solitude des soirs d'été (Albin Michel), medaglia di bronzo
- 2015: Virginie Bouyx, Villes chinoises (Gallimard), medaglia d'argento
- 2016: Pierre Adrian, La Piste Pasolini (Éditions des Équateurs)
- 2017: Jean-François Roseau, La Chute d'Icare (Éditions de Fallois), medaglia d'argento
- 2018: Éric Metzger, Adolphe a disparu, (Gallimard), medaglia d'argento
- 2019: Bruno Pellegrino Là-bas, août est un mois d'automne, medaglia d'argento[2]
- 2020: Alexandre Postel, Un automne de Flaubert (Gallimard), medaglia d'argento[3]
- 2021: Celia Levi La Tannerie, medaglia d'argento[4]
- 2022: Olivier Hercend Zita, medaglia d'argento[5][6]
- 2023: Stéphanie Boulay À l'abri des hommes et des choses (Éditions de l'Observatoire), medaglia d'argento[7][8]